# Еріка Морнінгстар
Еріка Морнінгстар (англ. Erica Morningstar, 3 березня 1989) — канадська плавчиня.
Учасниця Олімпійських Ігор 2008, 2012 років.
Призерка Пантихоокеанського чемпіонату з плавання 2006, 2010 років.
Призерка Ігор Співдружності 2006 року.